# Асик из Элфина
Асик (умер ок. 490 года) — епископ из Элфина. День памяти — 27 апреля, согласно мартирологу Таллахта.
Святой Асик (Asicus, Assic, Assicus) был первым игуменом-епископом Элфина, Ирландия, и его почитают как покровителя тех мест. Приняв христианство от св. Патрика, св. Асик, по преданию, выполнял для учителя работы по железу.
В предисловии к «Трёхчастному житию» святого Патрика (Tripartite Life of St Patrick) У. Стоукс сообщает:
Святой епископ Ассик был кузнецом св. Патрика и изготавливал жертвенники и ящики для книг. Кроме того, он делал дискосы в честь епископа Патрика, и из них я видел три квадратных дискоса, то есть дискос в церкви Патрика в Арма, а другой — для церкви в Элфине, а третий — для Великой Церкви Донуф-Патрик (Donough-patrick) в Карнсе (Carns) неподалёку от Талска.
Св. Асик считается наиболее известным специалистом по металлу, а также колокольным мастером. Его последние дни красочно описаны архиепископом Хили (Healy):
Ассик, из-за позора, возникшего то ли оттого, что сказал неправду, то ли из-за неправды, сказанной о нём, удалился в Донегал и в течение семи лет проживал на острове Рэтлин О'Бирн. Затем его монахи увидели его там, и после долгих трудов нашли его в горном ущелье и попытались привести домой в его собственную обитель Элфин. Но он заболел и умер при них в диких краях. Они похоронили почтенного старца на кладбище в Рат Кунга (Rath Cunga, Raith Cungilor) ныненшний Ракун (Racoon), в вотчине Тирхью (Tirhugh), графство Донегал. Старое кладбище сохранилось и поныне, оно, теперь заброшенное, находится на вершине круглого холма с левой стороны от дороги, ведущей из Бэллишэннон (Ballyshannon) в Донегал, примерно в миле к югу от деревни Баллинтра (Ballintra). Мы тщетно искали хоть какой след от надписи на камнях старого кладбища. Он бежал от людей в течение жизни, и, подобно Моисеевой, его могила была скрыта от них по его кончине.
Иногда считают, что это тот же человек, что и св. Тассах или св. Ассам (Assam, Assan).